# Lednice (okres Břeclav)
Lednice (moravsky Lednica, německy Eisgrub), někdy uváděna jako Lednice na Moravě, je obec v okrese Břeclav na jižní Moravě, 7 km severozápadně od Břeclavi a 12 km východně od Mikulova. Žije zde přibližně 2 200 obyvatel (včetně připojené vesnice Nejdek). Leží v Dolnomoravském úvalu, ze severu obtékaná Zámeckou Dyjí. Zdejší lichtenštejnský zámek s rozsáhlým parkem patří mezi nejvyhledávanější turistické destinace v celém Česku, spolu s Valticemi je centrem Lednicko-valtického areálu. V Lednici, jež je vinařskou obcí, sídlí také Zahradnická fakulta Mendelovy univerzity v Brně.
Obec má statut lázeňského místa.

## Název
Jméno Lednice je příponou -ica substantivizované přídavné jméno ledná (tj. ves, dolina apod.). Stejný význam má německé jméno Eisgrub („ledový důl“). Až do začátku 15. století se v dokladech vyskytuje pouze německé jméno, takže není jasné, které ze jmen je původní. Protože se ves nachází v nejteplejší oblasti Moravy, označovalo jméno snad místo, kde se zachycovaly ledové kry na Dyji. Židovský název města v hebrejštině zní אייזגרוב.

## Historie
Lednice se v písemných pramenech poprvé připomíná již v roce 1222 jako zemanské sídlo. V polovině 13. století přešla do majetku rodu Lichtenštejnů. Proslulý sběratel umění, hrabě Hartman II. z Lichtenštejna (1544–1585) po sňatku s kněžnou Annou Marií z Ortenburku sice Lednici prodal, ale roku 1575 ji koupil zpět. Patřila pak rodině až do roku 1945, kdy bylo lichtenštejnské jihomoravské panství zestátněno.

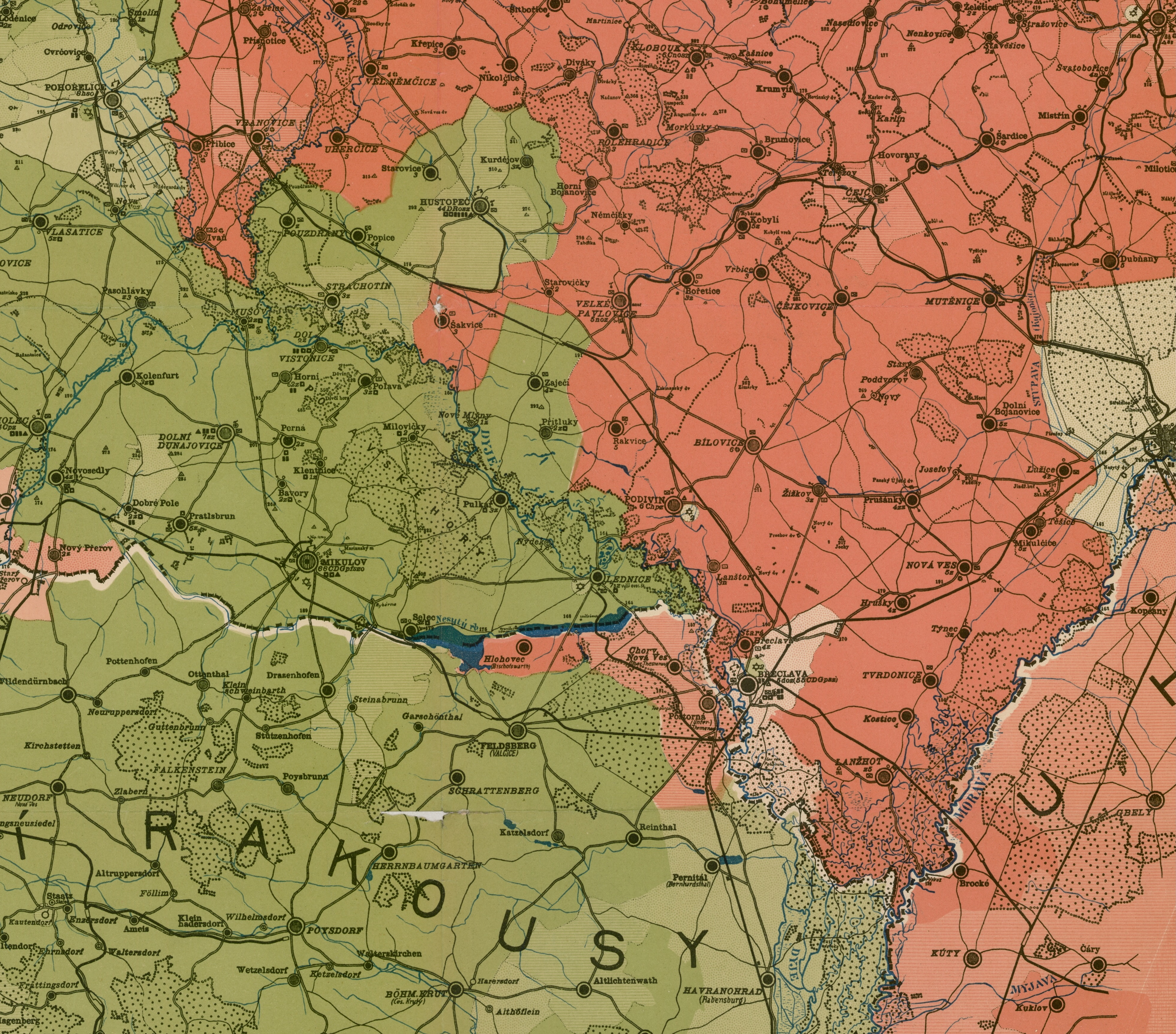
Lednice na mapě z roku 1906 ještě jako německy mluvící (zelená barva) obec.

V 16. století byla zdejší fara českobratrská, katolickou víru znovu zavedl roku 1601 kníže Karel I. z Lichtenštejna.
Ze srovnání podrobných historických a současných map vyplývá, že nepatrná jihovýchodní část katastrálního území Lednice náležela do roku 1920 v rámci tzv. Valticka k Dolním Rakousům jako součást katastrálního území Charvátská Nová Ves. Dotyčné pozemky se staly součástí katastrálního území Lednice až během druhé poloviny 20. století.
Po druhé světové válce došlo v původně převážně německé obci k vysídlení starousedlíků a výměně obyvatelstva.

## Obyvatelstvo

### Struktura
V obci k počátku roku 2016 žilo celkem 2324  obyvatel, z toho 1139  mužů a 1185 žen. Průměrný věk obyvatel obce činil 42,7 let. Dle Sčítání lidu, domů a bytů provedeném v roce 2011 v obci žilo 2242 lidí. Nejvíce z nich (16,2 %) bylo ve věku od 30 do 39 let. Děti do 14 let věku tvořily 12,4 % obyvatel a senioři nad 70 let úhrnem 6,7 %. Z celkem 1964 občanů obce starších 15 let mělo 35,7 % střední vzdělání vč. vyučení (bez maturity). Počet vysokoškoláků dosahoval 11,6 % a bez vzdělání bylo naopak 0,5 % obyvatel. Z cenzu dále vyplývá, že v obci žilo 1110 ekonomicky aktivních občanů. Celkem 86,8 % z nich se řadilo mezi zaměstnané, z nichž 65 % patřilo mezi zaměstnance, 4,9 % k zaměstnavatelům a zbytek pracoval na vlastní účet. Oproti tomu celých 44,6 % občanů nebylo ekonomicky aktivních (to jsou například nepracující důchodci či žáci, studenti nebo učni) a zbytek svou ekonomickou aktivitu uvést nechtěl. Úhrnem 966 obyvatel obce (což je 43,1 %), se hlásilo k české národnosti. Dále 577 obyvatel bylo Moravanů a 31 Slováků. Celých 517 obyvatel obce však svou národnost neuvedlo.
Vývoj počtu obyvatel za celou obec i za jeho jednotlivé části uvádí tabulka níže, ve které se zobrazuje i příslušnost jednotlivých částí k obci či následné odtržení.
| Místní části   | Místní části | 1869 | 1880 | 1890 | 1900 | 1910 | 1921 | 1930 | 1950 | 1961 | 1970 | 1980 | 1991 | 2001 | 2011 |
| -------------- | ------------ | ---- | ---- | ---- | ---- | ---- | ---- | ---- | ---- | ---- | ---- | ---- | ---- | ---- | ---- |
| Počet obyvatel | část Lednice | 2335 | 2670 | 2561 | 2702 | 2731 | 2830 | 2791 | 1952 | 2012 | 1994 | 2291 | 2364 | 2356 | 2242 |
| Počet domů     | část Lednice | 427  | 404  | 432  | 451  | 481  | 510  | 576  | 481  | 446  | 461  | 560  | 644  | 674  | 700  |

### Náboženský život
Obec je sídlem římskokatolické farnosti Lednice na Moravě. Ta je součástí břeclavského děkanství v brněnské diecézi v moravské provincii. Při censu prováděném v roce 2011 se 517 obyvatel obce (23 %) označilo za věřící. Z tohoto počtu se 340 hlásilo k církvi či náboženské obci, a to 272 obyvatel k římskokatolické církvi (12 % ze všech obyvatel obce), dále tři k pravoslavné, jeden k československé husitské, čtyři k českobratrským evangelíkům a dva ke svědkům Jehovovým. Úhrnem 768 obyvatel se označilo bez náboženské víry a 957 lidí odmítlo na otázku své náboženské víry odpovědět.

## Školství
Základní škola Lednice sídlící ve dvou budovách na ulici Břeclavské byla založena v roce 1936. V letech 1990–2019 byl jejím ředitelem Mgr. Ladislav Dostál, pak jeho místo zaujal dosavadní zástupce Mgr. Stanislav Straškrába. Školu navštěvují děti od 6 do 15 let z Lednice, Bulhar a Hlohovce. Na budovu nad náměstím (Břeclavská 365, lidově zvanou „národka“) chodí žáci 1. a 2. třídy. Žáci 3. až 9. ročníku chodí na budovu druhého stupně (Břeclavská 510). Plánuje se sjednotit všechny žáky na jediné budově.
Již od roku 1895 má v Lednici tradici odborné zemědělské školství – tehdy zde byla založena Vyšší ovocnicko-zahradnická škola (Höhere Obst-Gartenbauschule), první taková škola s maturitou v Rakousku-Uhersku. Při ní byl roku 1912 zřízen Ústav zušlechťování rostlin (od roku 1965 Mendeleum). Roku 1922 byla na Rybničním zámečku jižně od Lednice zřízena Biologická stanice českých vysokých škol, kterou společně využívalo několik brněnských VŠ.
Po druhé světové válce se v prostorách VOZŠ usídlila zahradnická katedra brněnské Vysoké školy zemědělské, která měla od roku 1953 celostátní působnost pro zahradnické obory studia. Od roku 1985 je lednické pracoviště brněnské zemědělské univerzity samostatnou Zahradnickou fakultou. Její zaměstnanci a studenti se významně podíleli na rekonstrukcích zámeckého parku a skleníku.

## Vinařství
Lednice je vinařská obec v Mikulovské vinařské podoblasti (viniční tratě Končiny, Terasy, U Červené studánky, Hlohovsko, Ve starých, Na Valtické, Farské). Roku 2019 činila plocha vinic na území obce 146,19 ha, tedy asi 8,6 % rozlohy zemědělské půdy.

## Doprava
Lednicí prochází silnice II/422 spojující Podivín a Valtice, která se zde křižuje se silnicemi III. třídy č. 41417 směr Břeclav a č. 42117 směr Bulhary, z níž se odpojuje ještě č. 42124 směr Mikulov. V roce 2007 byl skrz obec vybudován nový průtah silnice II/422, která do té doby vedla komplikovaně přes náměstí a odlišně pro každý směr (z Lednice na Valtice jednosměrně ulici Valtickou, v opačném směru ulicemi Nádražní a Komenského – z toho důvodu byla tehdy také značena jako vedlejší silnice vůči trase Břeclav–Bulhary). Nově vzniklá hlavní křižovatka (s ulicí Mikulovskou) byla pro svou špatnou přehlednost posléze ještě přestavěna na kruhový objezd. Stavba průtahu si sice vyžádala několik demolic v ulicích Čechově a Mikulovské, ale přinesla značné zjednodušení průjezdu obcí a výrazné zklidnění dopravy v nejužším centru (Zámecké náměstí a přilehlý úsek ulice 21. dubna, Valtická).
Roku 1901 byla do Lednice přivedena železnice z Břeclavi, trať je zde ukončena v zastávce Lednice. Od počátku 21. století zde funguje pouze sezónní turistický provoz historických souprav.
Lednice je od roku 2008 součástí Integrovaného dopravního systému Jihomoravského kraje, zóna 572. Křižují se zde autobusové linky 555 (Podivín–Valtice) a 570 (Břeclav–Dolní Věstonice–Mikulov).
Na území obce je provozována také turistická lodní doprava po Zámecké Dyji od zámku k minaretu nebo k Janohradu.
Prochází tudy několik cyklotras a pěších turistických tras, konkrétně dálková červená stezka Valtice–Šakvice, z níž na Zámeckém náměstí vychází žlutá stezka do Podivína a zelená stezka do Břeclavi.

## Ochrana přírody
Na území Lednice se nacházejí tato zvláště chráněná území:
- Národní přírodní památka Pastvisko u Lednice
- Národní přírodní rezervace Lednické rybníky (z větší části; současně ptačí oblast Natura 2000)
- Přírodní památka Květné jezero

Dále sem zasahuje Přírodní park Niva Dyje a celou severovýchodní polovinu katastru zabírá evropsky významná lokalita Niva Dyje.

## Pamětihodnosti

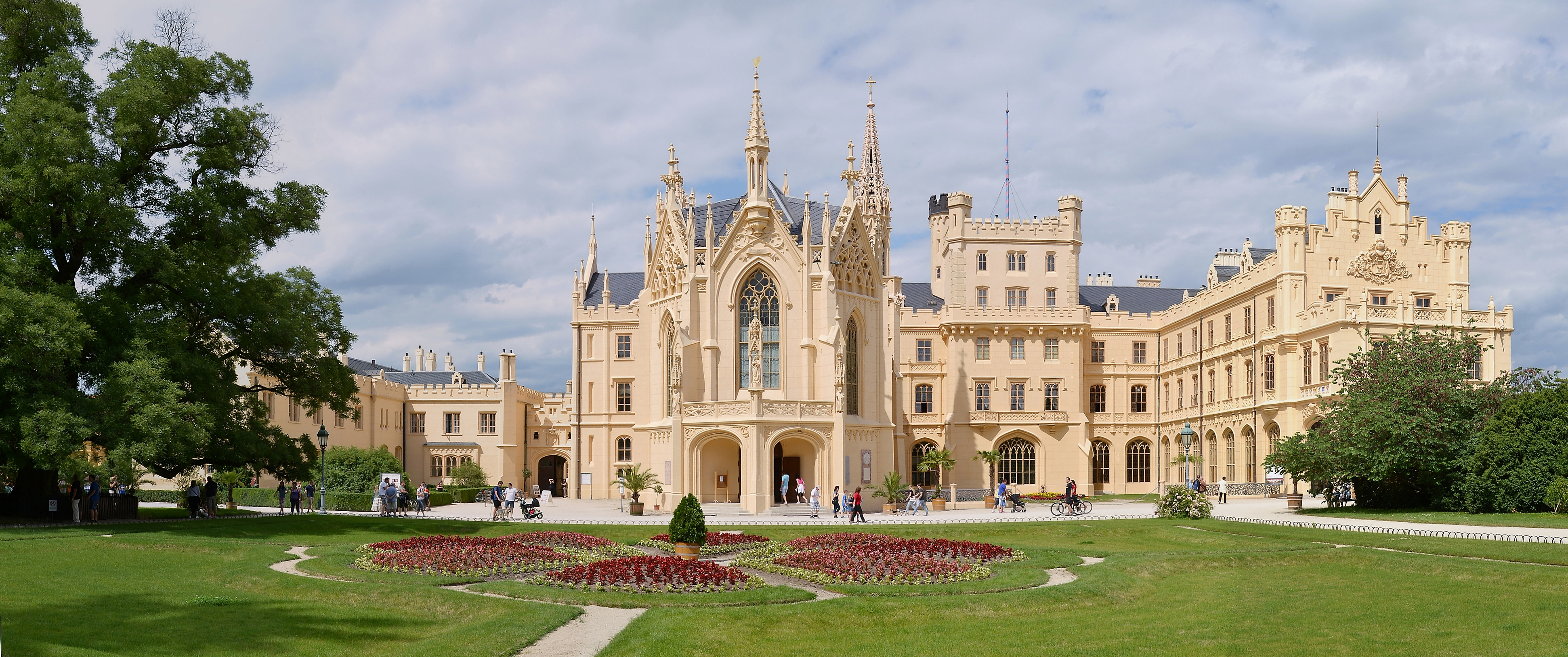
Lednický zámek

- Zámek Lednice – na místě původní gotické tvrze vznikl v letech 1544–1585 renesanční zámek, obklopený zahradou. Zámek byl na sklonku 17. století barokně přestavěn – z této přestavby se zachovala monumentální architektura zámecké jízdárny a konírny na západní straně zámeckého komplexu – dílo J. B. Fischera z Erlachu. V letech 1766–1772 proběhla klasicistní přestavba zámku a v roce 1815 byly zámecké budovy upraveny ve stylu empíru. Dnešní podoba zámku pochází z poslední přestavby zahájené v roce 1846 v historizujícím novogotickém slohu podle návrhů J. Wingelmüllera (1810–1848) a dokončené v roce 1858 J. Heidrichem. Přestavba zachovala půdorys zámku a projevila se především v úpravě fasád a ve výzdobě zámeckých interiérů. Do komplexu zámeckých budov je vkomponován farní kostel Sv. Jakuba Staršího.
- Palmový skleník na východní straně zámku byl zbudován v letech 1843–1845 podle návrhů anglického architekta P. H. Desvignese. Ve skleníku je pěstováno cca 250 druhů tropických a subtropických rostlin a vytváří předěl mezi parterovou a přírodně krajinářskou částí zámeckého parku.
- Náměstí v obci Lednice je komponováno v jednotném novogotickém slohu.
- Zámecký park – poprvé byl doložen polovině 16. století. Od 30. let 17. století je postupně měněn ve velkorysý barokní park vybavený severně od zámeckého průčelí terasou přístupnou rampami se sochařskou výzdobou. Koncem 19. století probíhaly klasicistní úpravy parku, jež vyvrcholily v letech 1805–1811 v romantickou přeměnu podle projektu architekta Fantiho na přírodní krajinářský park s vysekanými průhledy mezi významnými stavbami. Řeka Dyje byla spoutána do systému kanálů a rybníků, byly navršeny ostrovy navzájem propojené mosty. Poslední úprava zámeckého parku proběhla v letech 1884–1887, kdy byla parterová část upravena podle plánů architekta Michelliho v novobarokním francouzském stylu s pravidelnou osovou formací stříhaných křovin s kašnami a antickými sochami a fragmenty (při této úpravě byl odstraněn původní začátek dnešní ulice Slovácké). Park je významný i po stránce dendrologické – obsahuje 112 druhů jehličnanů a 462 druhů listnáčů.
- Minaret – romantická stavba z let 1797–1802 postavená v maurském slohu podle projektu J. L. Hardtmutha, o výšce 60 m. Z jednopatrové hranolové budovy, v přízemí prolomené 12 arkádami, vyrůstá štíhlá věž, členěná třemi ochozy. Z věže je kruhový rozhled po širokém okolí, zejména po zámeckém parku a celém Lednicko-valtickém areálu, je vidět na Pavlovské vrchy, do Rakouska i na Slovensko.
- Lovecký zámeček byl postaven v letech 1805–1806 podle návrhu J. L. Hardtmutha. Je to klasicistní jednopatrová stavba s průčelím prolomená v přízemí třemi arkádami. V prvním patře je lodžie ohraničená šesti toskánskými sloupy na hranolových podstavcích. Pod lodžií je půlkruhově zaoblené podloubí. Stavba sloužila jako hájovna a umožňovala z terasy sledovat hon.
- Kostel svatého Jakuba Staršího
- Kaple svatého Cyrila a Metoděje
- Hraniční zámek – zámek vybudovaný v letech 1816–1827 přímo na tehdejší zemské hranici mezi Markrabstvím moravským a Dolními Rakousy, která zámek půlila a dnes zde tato hranice tvoří katastrální hranici obcí Lednice a Hlohovec. V současnosti se v zámku nachází hotel a restaurace.
- Budova železniční stanice z přelomu 19. a 20. století, postavená podle návrhu Karla Weinbrennera za využití barevně glazovaných cihel z poštorenské knížecí cíhelny (dnes PKZ).

## Fotogalerie

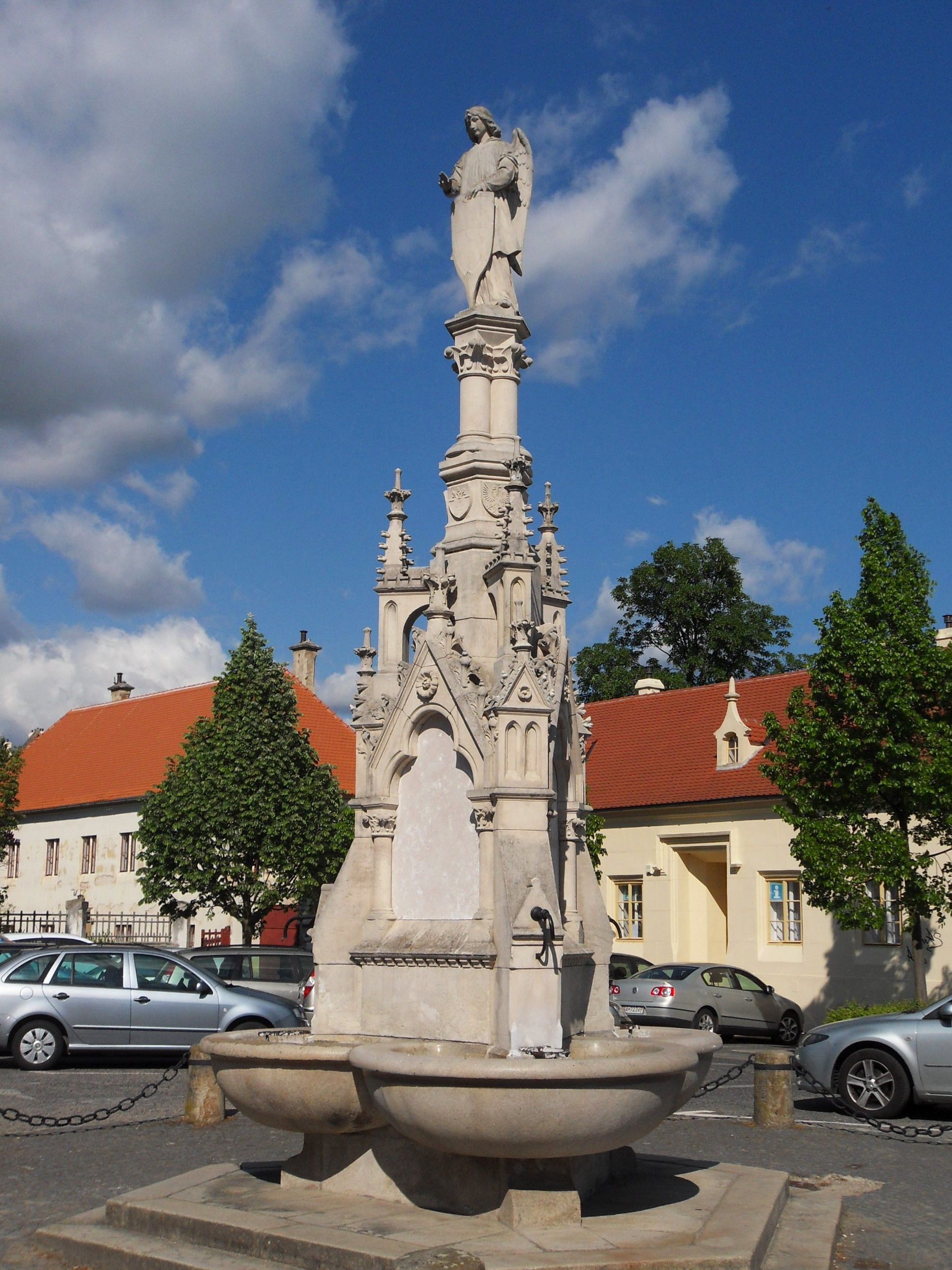
Novogotická kašna na náměstí
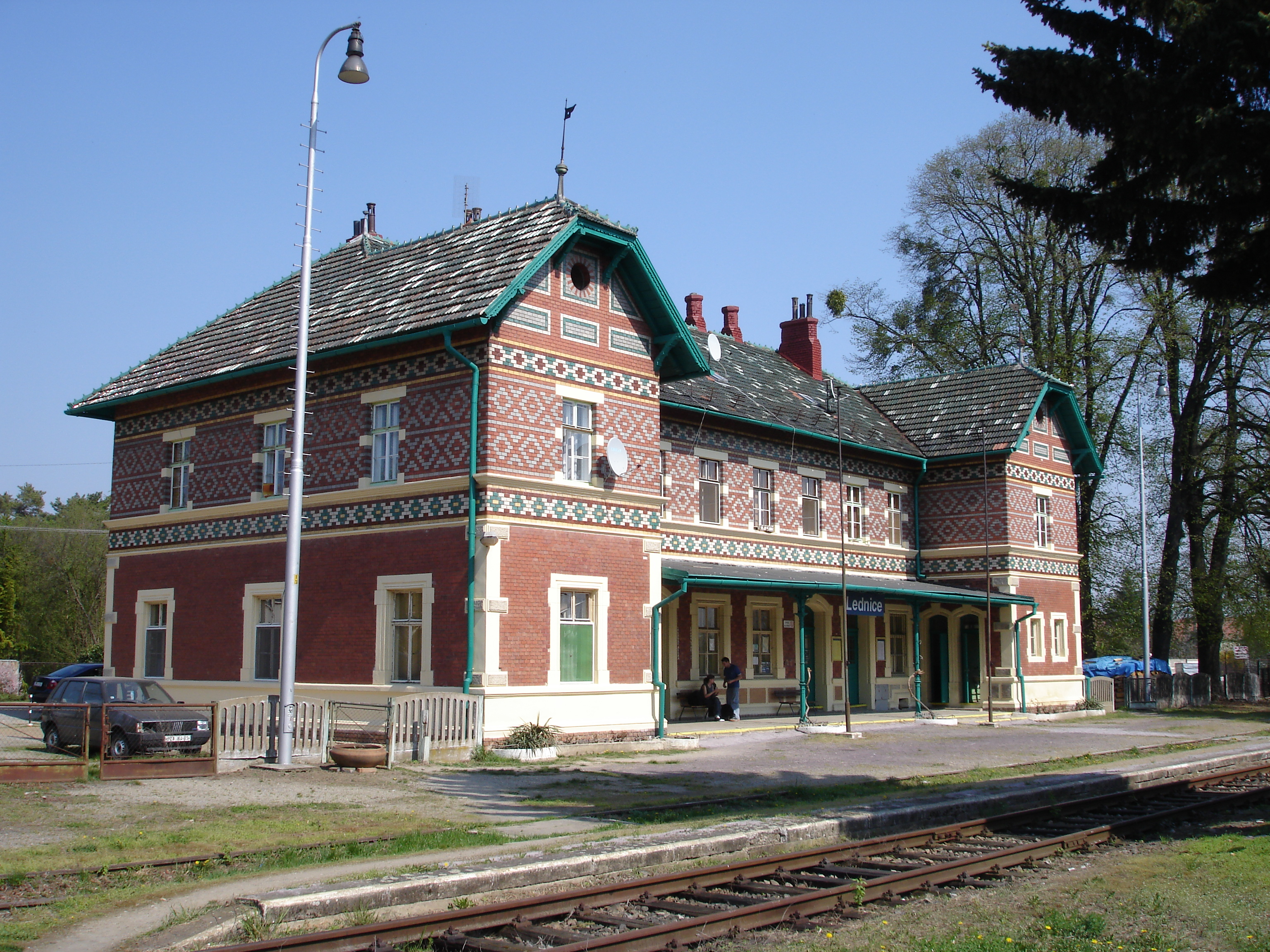
Železniční stanice Lednice
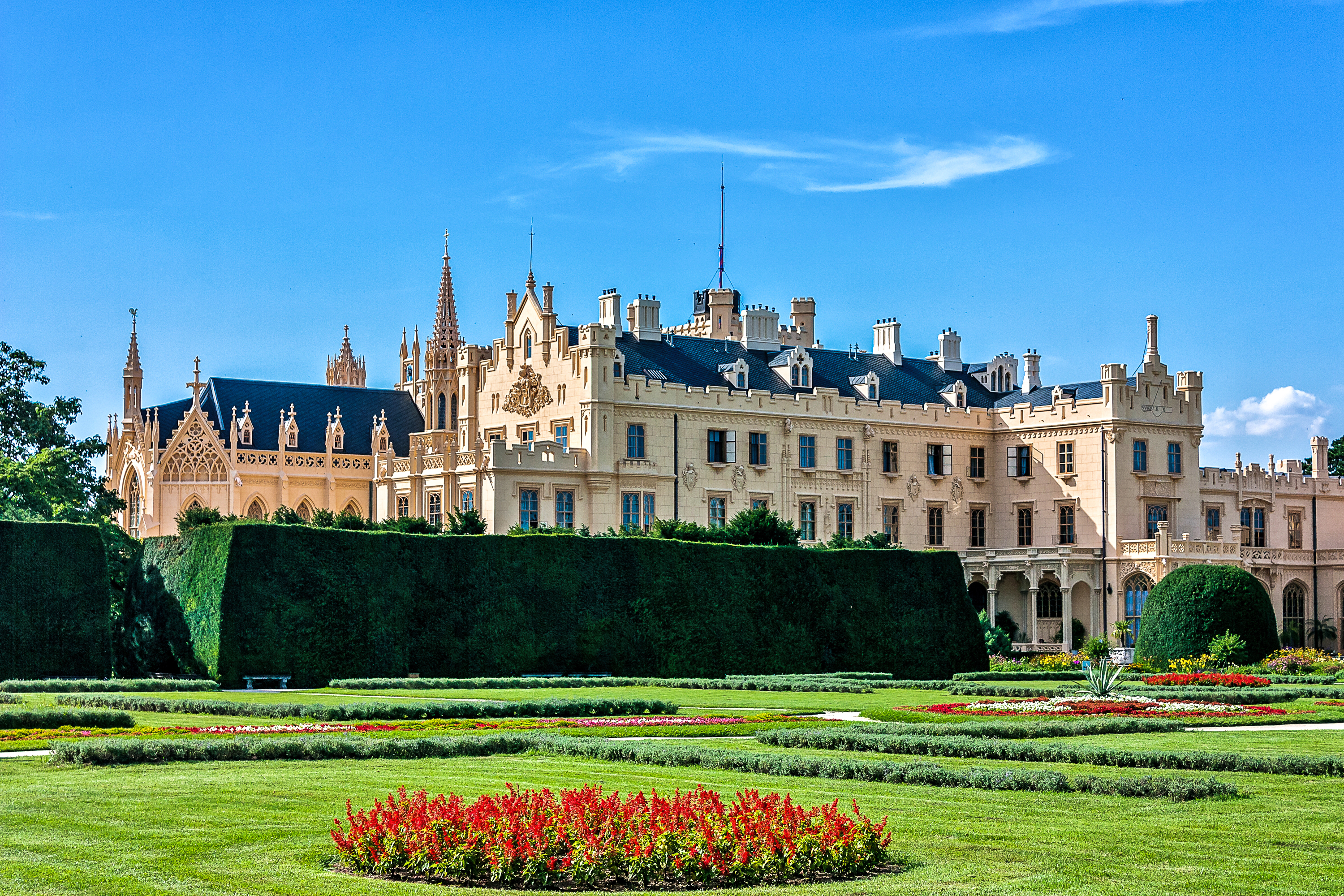
Zámek Lednice
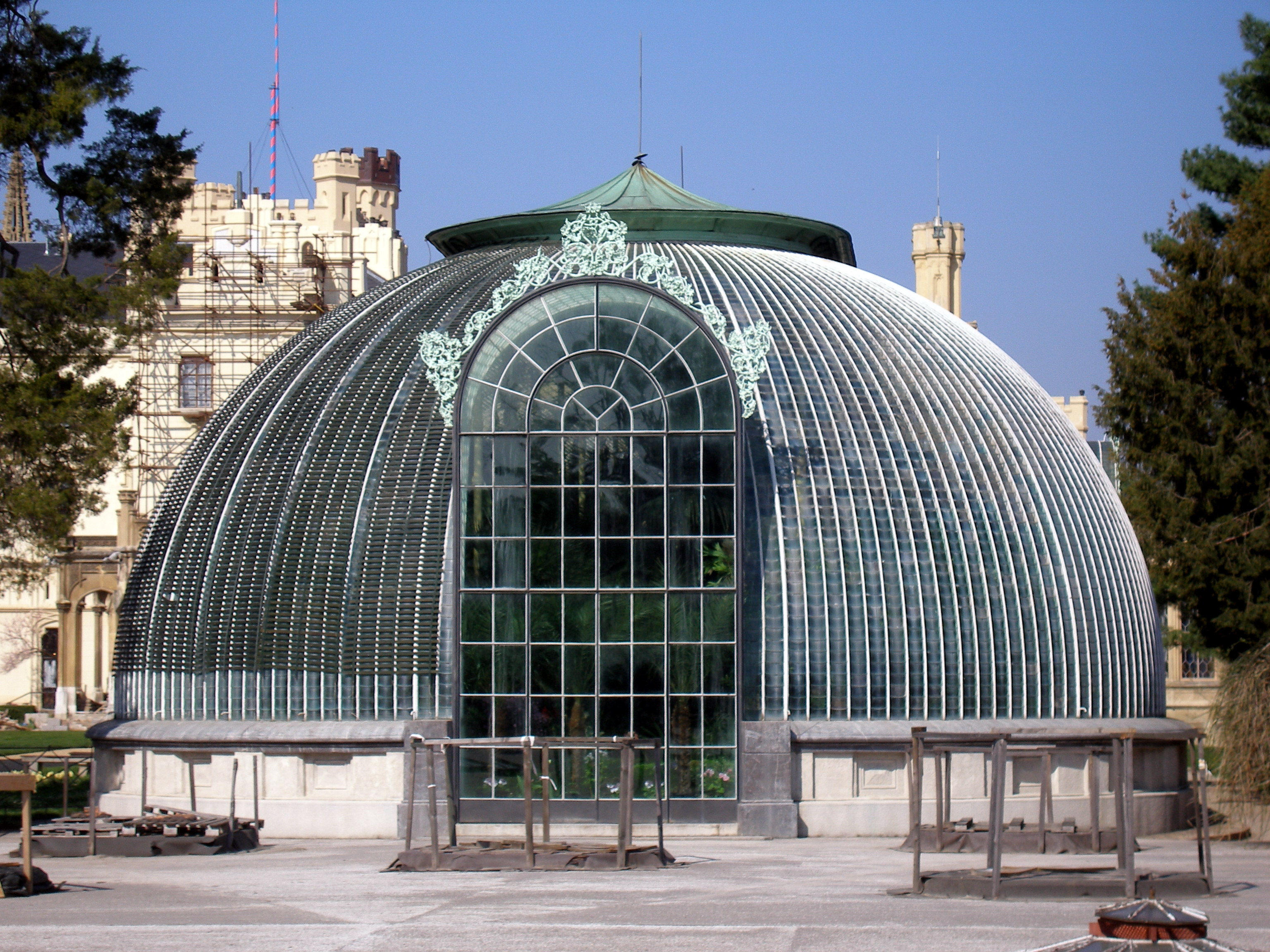
Palmový skleník u zámku